# Rhododendron multiflorum
Rhododendron multiflorum är en ljungväxtart som först beskrevs av Carl Maximowicz, och fick sitt nu gällande namn av Lyndley Alan Craven. Rhododendron multiflorum ingår i släktet rododendron, och familjen ljungväxter.

## Underarter
Arten delas in i följande underarter:
- R. m. bicolor
- R. m. brevicalyx
- R. m. purpureum

## Bildgalleri

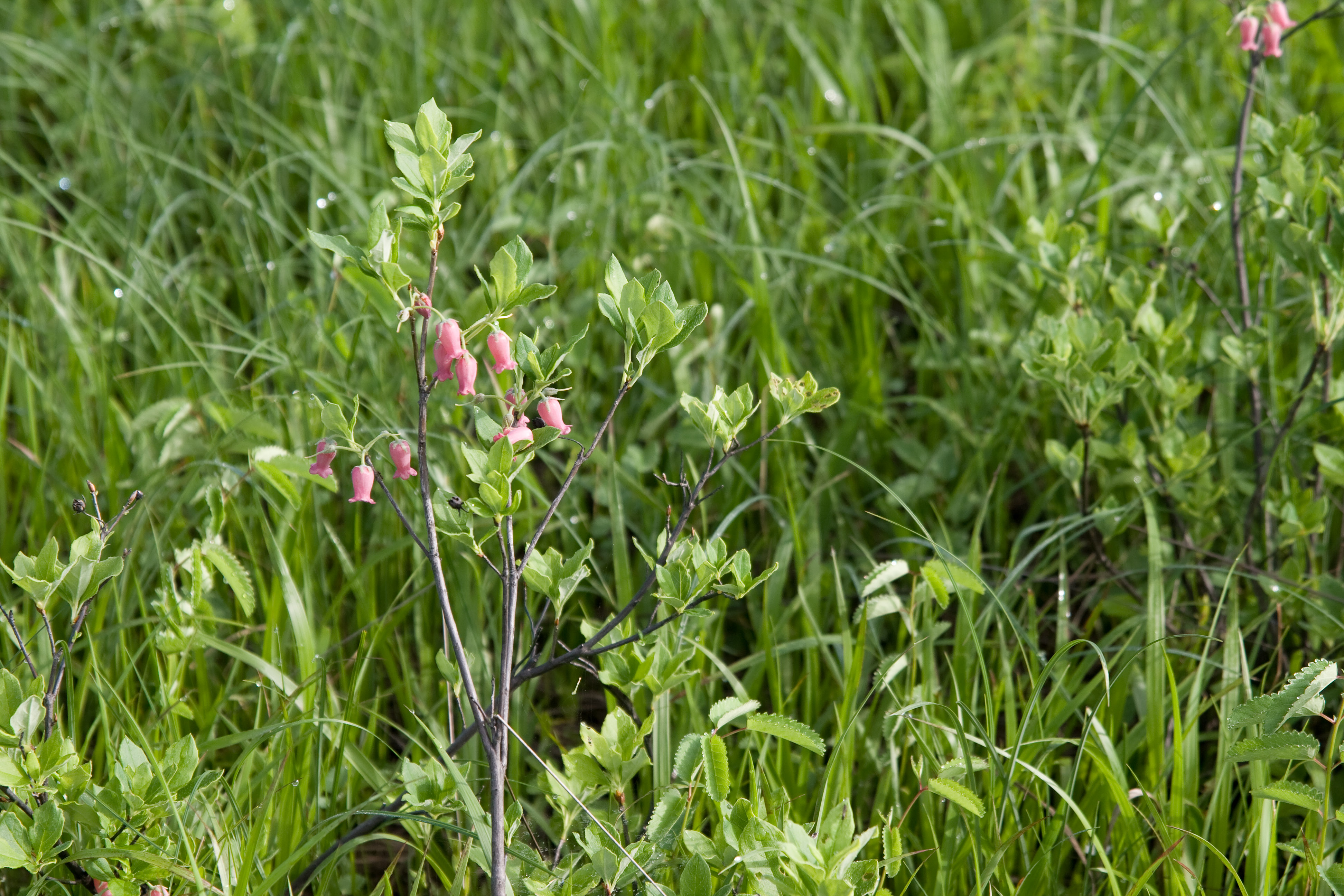
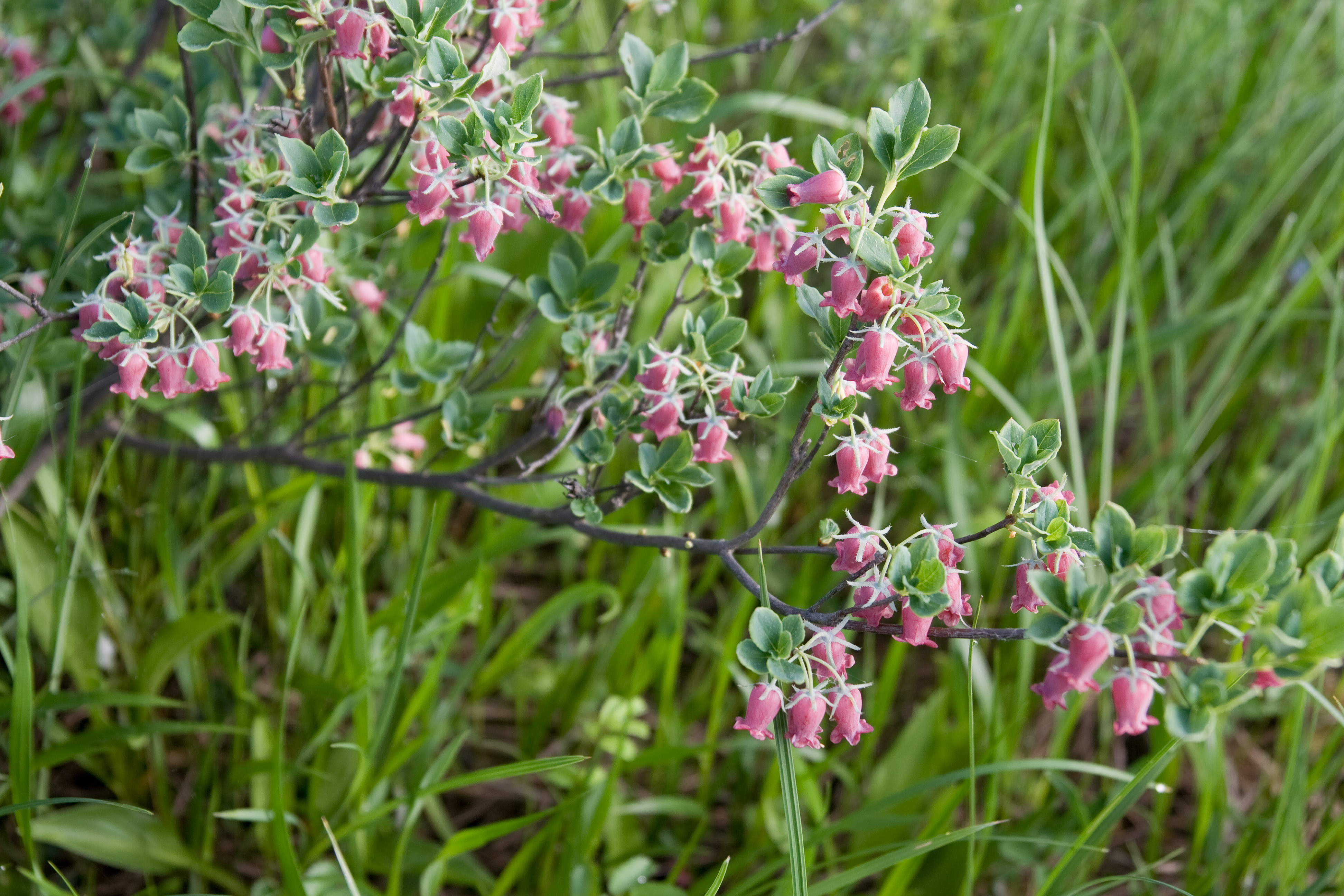
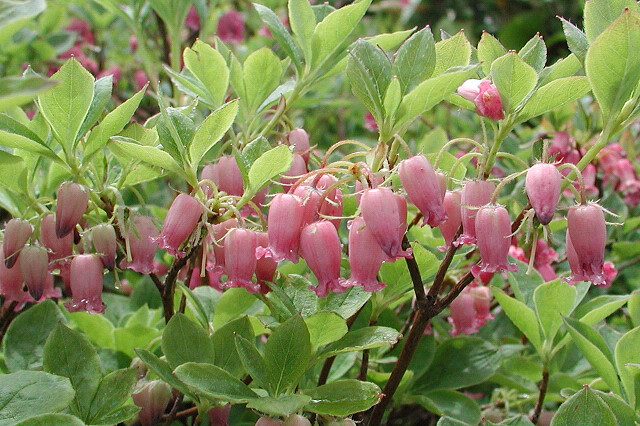
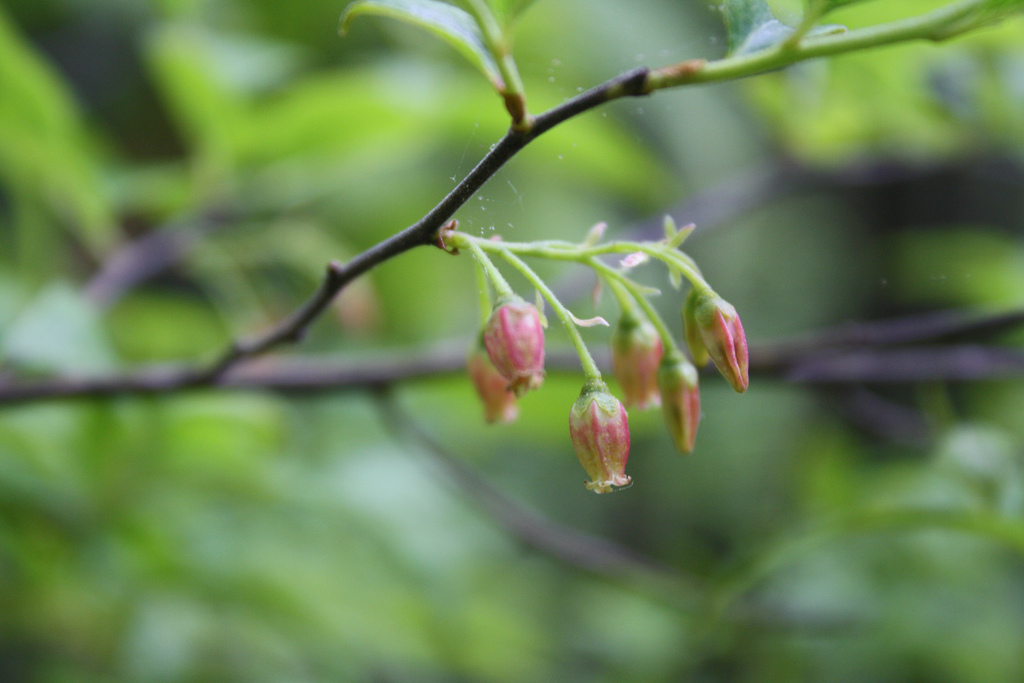
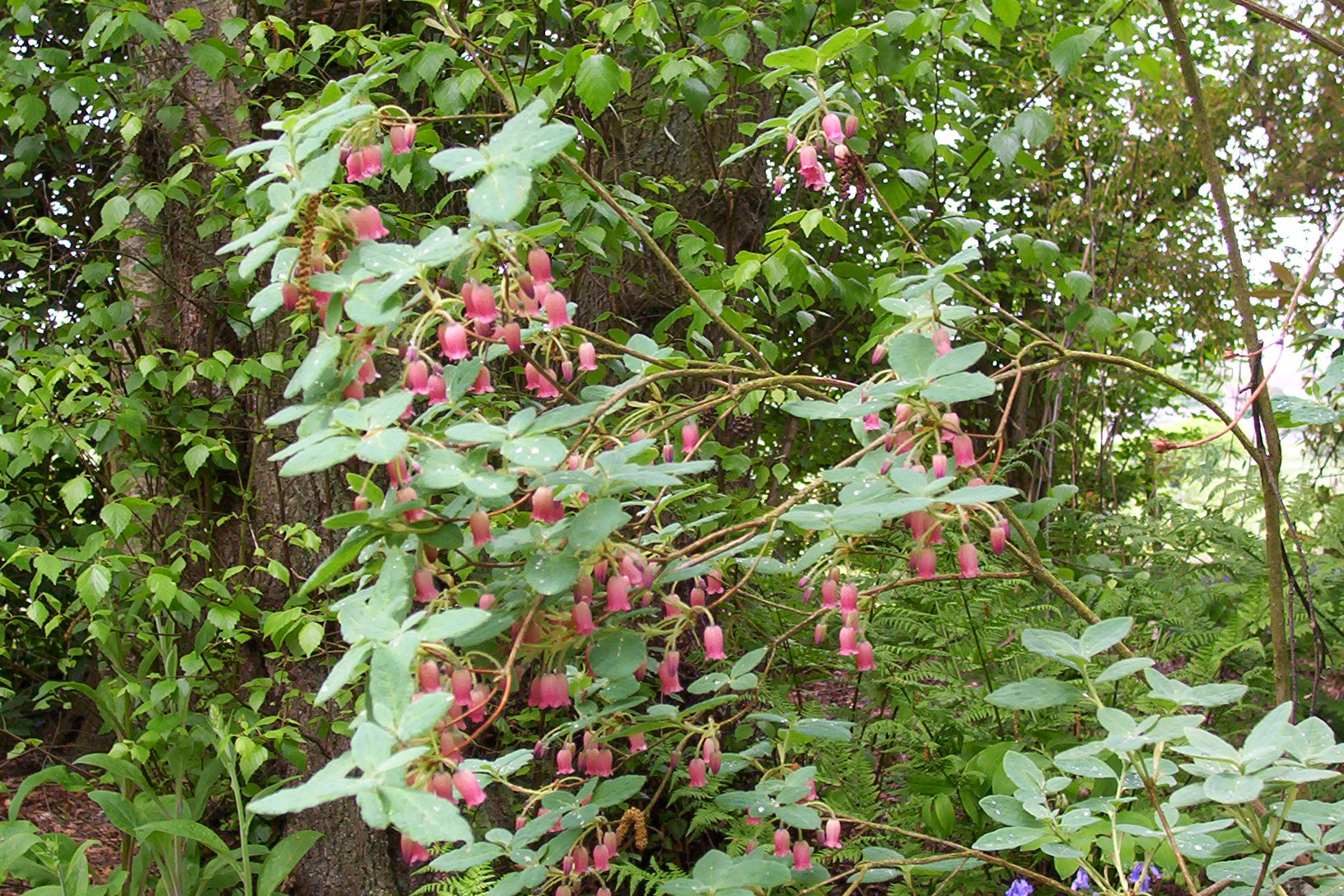
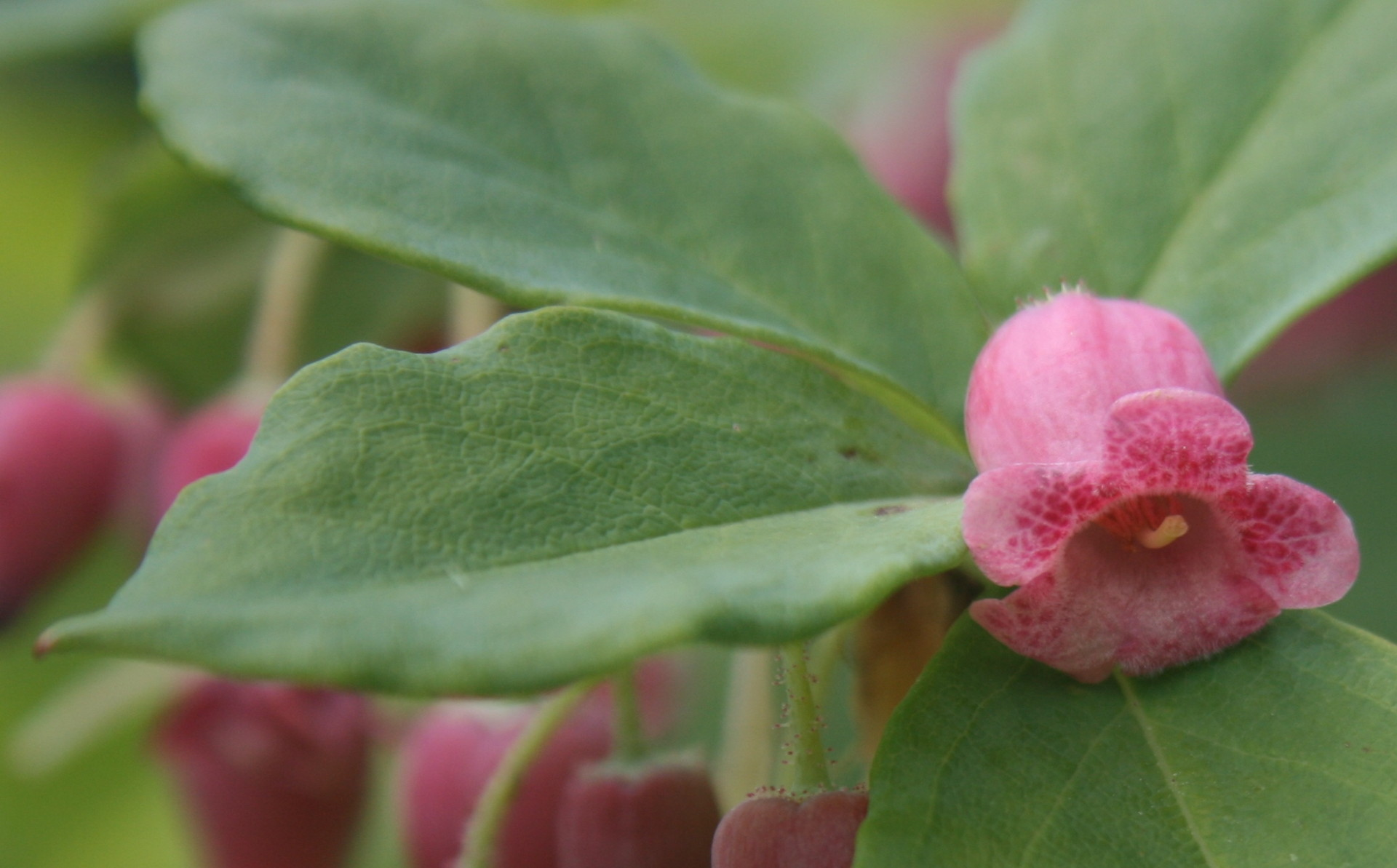